# Leucaena macrophylla
Leucaena macrophylla är en ärtväxtart som beskrevs av George Bentham. Leucaena macrophylla ingår i släktet Leucaena och familjen ärtväxter.

## Underarter
Arten delas in i följande underarter:
- L. m. istmensis
- L. m. macrophylla